# いつか、その日が来る日まで…
『いつか、その日が来る日まで…』（いつかそのひがくるひまで）は、矢沢永吉34作目のアルバム。2019年9月4日発売。

## 解説
前作『Last Song』から7年ぶりのアルバム。「本物の大人のロックンロール&ロマンス 矢沢永吉が今ここに贈ります。」『向き合え。感じろ。震えろ。これがYAZAWAのど真ん中』の2つが本作のキャッチコピーとなっている。
矢沢自身は本作を最後のオリジナルアルバムになると捉えていた。アルバムタイトルは矢沢自身の発案で、語法的に正しくないが、矢沢本人も理解しつつも「どうしてもこう言いたい」とこの表現を押し通した。
作詞家には新たに伊秩弘将、いしわたり淳治、なかにし礼を迎えている。とくになかにしは互いの長い芸能活動においてほぼ接点はなかったが、本作最後の歌（表題曲）をなかにしに依頼したのは矢沢たっての希望だった。なお、なかにしは『いつか、その日が来る日まで…』というタイトルを「やはりロックしてる」「当たり前な世の中に疑問を投じるのがロックだとするなら『いつかその日が来る日まで』でなくっちゃならないんだ。ゆえに、より印象的になり人の心にひっかかる」と評価している。

## リリース
2019年9月4日にGARURU RECORDSから、異なる内容のDVDが付属の初回限定盤2種、同じく異なる内容のBlu-rayが付属の初回限定盤2種、通常盤の5形態で発売された。

## チャート成績
本作は2019年9月16日付オリコン週間アルバムランキング1位を獲得し、以下の記録を樹立・更新。
- オリコンアルバムランキング最年長1位（70歳0ヶ月[注釈 2]）。
- 自身が保持していたアルバムランキングベスト10入り最多記録を54作に更新。

## プロモーション
本作の発売を記念し、同年10月12日に日比谷野外大音楽堂にて招待制の無料ライブ開催予定が、令和元年東日本台風（台風19号）の接近による影響で、公共交通機関の乱れ・観客の安全を考慮、中止が決定。もし開催されれば、同所での矢沢のライブは1976年7月4日開催の「THE STAR IN HIBIYA」以来、43年ぶりであった。

## 収録曲

### CD

#### 通常盤・初回限定盤
| 全作曲: 矢沢永吉。 |                                 |                |            |      |
| #                  | タイトル                        | 作詞           | 作曲・編曲 | 時間 |
| 1.                 | 「今を生きて」                  | 伊秩弘将       | 矢沢永吉   | 4:00 |
| 2.                 | 「魅せてくれ」                  | いしわたり淳治 | 矢沢永吉   | 3:39 |
| 3.                 | 「愛しているなら」              | いしわたり淳治 | 矢沢永吉   | 4:00 |
| 4.                 | 「ヨコハマ Uō・Uō・Uō」         | いしわたり淳治 | 矢沢永吉   | 3:50 |
| 5.                 | 「海にかかる橋」                | なかにし礼     | 矢沢永吉   | 4:01 |
| 6.                 | 「ラヴ・イン・ユー」            | 馬渕太成       | 矢沢永吉   | 3:20 |
| 7.                 | 「SEASIDE ROAD」                | いしわたり淳治 | 矢沢永吉   | 3:08 |
| 8.                 | 「稲妻」                        | いしわたり淳治 | 矢沢永吉   | 3:45 |
| 9.                 | 「デジャブのように」            | 伊秩弘将       | 矢沢永吉   | 4:06 |
| 10.                | 「いつか、その日が来る日まで…」 | なかにし礼     | 矢沢永吉   | 3:08 |
| 合計時間:          | 合計時間:                       | 合計時間:      | 36:57      |      |

### 初回限定盤 / DVD・Blu-ray

#### 初回限定盤A 70年代から90年代までの未発売ライヴ映像集
| #  | タイトル                                                     | 作詞 | 作曲・編曲 |
| -- | ------------------------------------------------------------ | ---- | ---------- |
| 1. | 「さめた肌」(FEELIN’ COME HA～HA CONCERT TOUR '86)           |      |            |
| 2. | 「Rolling Night」(JUST TONIGHT CONCERT TOUR 1995 日本武道館) |      |            |
| 3. | 「TAKE IT TIME」(E.YAZAWA“2”CONCERT TOUR '85)                |      |            |
| 4. | 「SHE BELONGS TO HIM」(E.YAZAWA“2”CONCERT TOUR '85)          |      |            |
| 5. | 「恋の列車はリバプール発」(1975 PROMOTION LIVE)              |      |            |
| 6. | 「雨のハイウェイ」(YES,E CONCERT TOUR 1997)                  |      |            |

#### 初回限定盤B 00年代から10年代までの未発売ライヴ映像集
| #  | タイトル                                                          | 作詞 | 作曲・編曲 |
| -- | ----------------------------------------------------------------- | ---- | ---------- |
| 1. | 「もうひとりの俺」(CONCERT TOUR 2013「ALL TIME HISTORY -A DAY-」) |      |            |
| 2. | 「GET UP」(40th ANNIVERSARY LIVE in LIVE HOUSE 2012)              |      |            |
| 3. | 「逃亡者」(CONCERT TOUR 2009 「ROCK’N’ROLL」大阪城ホール)         |      |            |
| 4. | 「0時5分の最終電車」(Z's TOUR 2016 -3rd CHALLENGE-)               |      |            |
| 5. | 「憎いあの娘」(Z's START ON TOUR 2014)                            |      |            |
| 6. | 「YOU」(CONCERT TOUR 2014「VERY ROCKS 〜ROAD TO THE LEGEND〜」)   |      |            |